# Michael Ludwig (político)
Michael Ludwig (Viena, 3 de abril de 1961) es un político austriaco. Desde mayo de 2018 es alcalde y gobernador de Viena.

## Biografía
Creció bajo los gobiernos del canciller, Bruno Kreisky, a quien cita como su ídolo político. Después de terminar la escuela primaria, asistió al nivel inferior de una escuela secundaria general en Viena desde 1971. Luego asistió a la academia comercial de 1975 a 1980, donde se graduó con la Matura. Después de servir en el ejército de 1981 a 1982, estudió ciencias políticas e historia en la Universidad de Viena y se doctoró en 1992 con una tesis sobre el SED, el entonces partido gobernante de Alemania Oriental.
Ludwig comenzó su carrera en la política local en Viena como concejal de distrito en Floridsdorf de 1994 a 1995. Luego sirvió como representante en el Consejo Federal de 1996 a 1999. En 1999 ingresó en el Gemeinderat y Landtag de Viena. En enero de 2007, Ludwig fue nombrado concejal municipal de Vivienda, Construcción y Renovación Urbana, sucediendo a Werner Faymann. Tras la dimisión de Grete Laska, se convirtió en segundo teniente de alcalde el 26 de marzo de 2009. Dejó el cargo después de las elecciones estatales de 2010, cuando en su lugar fue nombrada Maria Vassilakou de Los Verdes.
En 2010, Ludwig reemplazó a Kurt Eder en la presidencia del SPÖ Floridsdorf. El 28 de mayo de 2011, fue elegido uno de los cinco vicepresidentes en la conferencia estatal del partido SPÖ en Viena. En el período previo a las elecciones federales de 2017, Ludwig se pronunció en contra de la perspectiva de una coalición entre el SPÖ y el Partido de la Libertad de Austria (FPÖ), alegando que los partidos tenían muy poco en común.
En 2017, el antiguo alcalde y gobernador Michael Häupl anunció su jubilación pendiente. En la conferencia extraordinaria del partido estatal del SPÖ Viena el 27 de enero de 2018, Ludwig fue elegido para sucederlo como presidente del SPÖ Viena, ganando el 57 por ciento de los votos de los delegados contra su oponente Andreas Schieder. Se dice que contó con el apoyo de representantes del SPÖ vienés en los grandes distritos de Floridsdorf y Donaustadt.